# Pilade Bronzetti (destroyer)
Pour les articles homonymes, voir Pilade Bronzetti et Giuseppe Dezza.
Le Pilade Bronzetti (rebaptisé plus tard Giuseppe Dezza) (fanion « BR », puis, plus tard « DZ ») était un destroyer (puis, plus tard, un torpilleur) italien, de la classe Rosolino Pilo, lancé en 1915 pour la Marine royale italienne (en italien : Regia Marina).

## Conception et description
Ces navires avaient une longueur totale de 73 mètres, une largeur de 7,3 mètres et un tirant d'eau de 2,7 mètres. Ils déplaçaient 672 tonnes à charge normale, et 720  tonnes à pleine charge. Leur effectif était de 69 officiers, sous-officiers et marins.
Les Rosolino Pilo étaient propulsés par deux turbines à vapeur, chacune entraînant un arbre d'hélice et utilisant la vapeur fournie par quatre chaudières. La puissance nominale des turbines était de 16 000 chevaux-vapeur (11 700 kW) pour une vitesse de 30 nœuds (55 km/h) en service. Ils avaient une autonomie de 1 440 milles nautiques (2 660 km) à une vitesse de 13 nœuds (24 km/h). Ils transportaient 128 tonnes de naphte.
Leur batterie principale en 1918 était composée de 5 canons Schneider Modèle 1914 de 102/35 mm. La défense antiaérienne (AA) des navires de la classe Rosolino Pilo était assurée par 1 canon simple Vickers-Armstrong QF 2 lb de 40/39 mm. Ils étaient équipés de 4 tubes lance-torpilles de 450 millimètres dans deux supports doubles au milieu du navire.

## Construction et mise en service
Le Pilade Bronzetti est construit par le chantier naval Cantiere navale di Sestri Ponente à Sestri Ponente en Italie, et mis sur cale le 12 septembre 1913. Il est lancé le 26 octobre 1915 et est achevé et mis en service le 1er janvier 1916. Il est commissionné le même jour dans la Regia Marina.

## Histoire de service
Le Pilade Bronzetti entre en service le jour de l'an 1916. Au cours de sa première période d'activité, il est basé à Brindisi et se voit confier des missions de reconnaissance dans le sud de l'Adriatique et la protection du barrage du canal d'Otrante, opérant aussi occasionnellement dans les eaux grecques.
Le 6 février 1916, le Bronzetti, commandé par le capitaine de corvette (capitano di corvetta) Grixoni, revient d'Albanie vers Brindisi avec le croiseur britannique HMS Liverpool (1909) et d'autres unités, lorsqu'il est aperçu par le destroyer austro-hongrois SMS Wildfang, qui a pris la mer à l'avant-garde d'une formation (éclaireur SMS Helgoland et 6 torpilleurs) chargée d'attaquer les navires marchands quittant Durrës. L'unité ennemie, après une brève escarmouche, se replie en direction de la côte occupée par les troupes austro-hongroises, de sorte que l'action prend fin.
Le 13 juin 1916, le Bronzetti, sous le commandement du capitaine de corvette (capitano di corvetta) Comolli, escorte et soutient, avec les destroyers Audace, Rosolino Pilo et Antonio Mosto, les vedettes-torpilleurs MAS 5 et 7 qui, remorquées respectivement par les torpilleurs 35 PN et 37 PN, attaquent sans succès - faute d'embarcations d'amarrage - le port de San Giovanni di Medua, aux mains des autrichiens, et se replient sous un feu d'artillerie qui ne cause aucun dommage.
Le 19 octobre 1917, à 6h30, il quitte Brindisi avec les croiseurs éclaireurs Pepe et Poerio et les destroyers Insidioso et Schiaffino, à la poursuite d'un groupe de navires austro-hongrois (croiseur éclaireur SMS Helgoland, destroyers SMS Csepel, SMS Tátra, SMS Triglav, SMS Lika, SMS Orjen et SMS Balaton) partis de Kotor pour attaquer les convois italiens. Le SMS Helgoland et le SMS Lika, n'ayant trouvé aucun convoi, naviguent en vue de Brindisi pour être poursuivis par les navires italiens et les attirer dans la zone d'embuscade des sous-marins (U-boote) U 32 et U 40, mais après une longue poursuite qui voit également quelques attaques aériennes sur les unités ennemies, tous les navires italiens rentrent au port sans dommages.
Le 10 mars 1918, il soutient - avec les croiseurs éclaireurs Mirabello, Rossarol, Poerio et Riboty, le destroyer Giacinto Carini et l'escadron de destroyers français "Casque" - une action des MAS 99 et 100, remorqués respectivement par les destroyers Nievo et Mosto, contre la marine autrichienne à Portorož. L'opération, reportée à cause du mauvais temps, est de nouveau interrompue le 16 mars, toujours à cause du mauvais temps, puis le 8 avril parce qu'une reconnaissance aérienne a constaté que le port de Portorož était vide.
À 18h10 le 12 mai, il appareille de Brindisi pour remorquer le MAS 99 qui, avec le MAS 100, remorqué par le destroyer Nievo, doit effectuer un raid dans le port de Durrës. À 23 heures, à une dizaine de milles nautiques (19 km) de Durrës, les câbles de remorquage sont largués, après quoi les deux vedettes-torpilleurs entrent dans le port et attaquent: le MAS 99 réussit à toucher - à 2h30 du matin du 13 - le vapeur Bregenz, qui coule après quelques minutes (avec 234 hommes morts), déclenchant la violente réaction austro-hongroise: tous les navires rentrent sains et saufs à Brindisi.
Dans la nuit du 14 au 15 mai, le Nievo et le Bronzetti remorquent les MAS 99 et 100 jusqu'à une quinzaine de milles nautiques (27 km) d'Antivari, où - à 23h54 - les câbles de remorquage sont abandonnés; les MAS, après une attaque infructueuse, rejoignent la formation (qui, outre les deux destroyers, comprend les croiseurs éclaireurs Pepe et Rossarol en soutien) qui rentre à Brindisi à 9 heures le lendemain matin.
Le 2 juin 1918, le Bronzetti, son navire-jumeau (sister ship) Mosto et quatre avions de Varano bombardent Lagosta en Croatie.
À la fin de la guerre, le Bronzetti est d'abord utilisé pour l'escorte, la surveillance du trafic et l'inspection dans diverses parties de la Méditerranée.
En 1919, il est déployé en Albanie et au Monténégro, puis prend pied dans le nord de l'Adriatique, avec des fonctions de surveillance.
Dans la nuit du 6 au 7 décembre 1920, l'équipage du Bronzetti, qui navigue dans les eaux de la baie de Kvarner, se mutine et, après avoir surpris et capturé les officiers pendant qu'ils prenaient leur petit-déjeuner, emmène le destroyer à Rijeka pour se mettre sous les ordres du poète Gabriele D'Annunzio dans le cadre de l'entreprise de Fiume: le poète accueille les marins du Bronzetti par un discours solennel et les appelle "jeunes sauveurs de l'honneur de la marine italienne", tandis que les officiers, qui ont demandé en vain de laisser le navire libre pour retourner à la base, sont maintenus à bord. En janvier 1921, à la fin de l'affaire de Fiume, le Bronzetti retourne à Pula où il est radié puis réinscrit sur les registres navals de la Regia Marina avec un nouveau nom en mémoire de Giuseppe Dezza, homme politique et patriote garibaldien.
D'octobre 1923 à 1925, le Giuseppe Dezza subit des modifications à l'arsenal de Tarente, remplaçant les canons de 76 mm par 5 canons de 102 mm et embarquant 2 canons antiaériens de 40 mm; le déplacement à pleine charge passe à 900 tonnes,.
De retour en service, il est déployé à Naples, temporairement placé en réserve puis (avril 1926) affecté à la division de torpilleurs, sous le commandement du capitaine de corvette (capitano di corvetta) Emilio Brenta.
Au cours de l'année 1926, le Dezza est employé pour le transfert de Tripoli à Naples du général Emilio De Bono, ancien gouverneur de Libye, tandis qu'en 1927, il est le navire amiral du département à Tarente.
Le 1er octobre 1929, le navire est déclassé en torpilleur et affecté à l'école de commandement de Tarente.
Lorsque l'Italie est entrée dans la Seconde Guerre mondiale, le Dezza fait partie du Ve escadron de torpilleurs (La Farina, Abba, Albatros, Schiaffino) basés à Messine ; à l'époque, il effectue des tâches de remorquage. Peu après, le navire est redéployé à Cagliari.
Pendant la guerre, il participe à des missions d'escorte de convois (174 au total) et à des missions de lutte anti-sous-marine (27).
Le 9 janvier 1941, le Dezza tente, sans succès, de couler le sous-marin britannique HMS Pandora (N42), qui a coulé des transports au large de Cap Carbonara.
Du 12 au 13 mars, avec les destroyers Corazziere, Aviere et Carabiniere et les croiseurs Trento, Trieste et Bolzano, il sert d'escorte indirecte à un convoi (transports de troupes Conte Rosso, Marco Polo et Victoria, destroyers Folgore, Camicia Nera et Geniere) en route Naples-Tripoli.
En juin 1941, l'unité retourne à Messine comme base, effectuant des missions d'escorte et de patrouille dans le sud de la mer Tyrrhénienne et le long de la côte sicilienne, mais faisant également des escales jusqu'à Tripoli et Benghazi.
Le 19 août de la même année, avec les destroyers Vivaldi, da Recco, Oriani et Gioberti, auxquels s'ajoute le Xe escadron de destroyers (Maestrale, Grecale, Libeccio, Scirocco), il fait partie de l'escorte d'un convoi sur la route Naples-Tripoli (transports de troupes Marco Polo, Esperia, Neptunia et Oceania). Le 20 août, alors que les transports ont déjà emprunté la route sûre vers Tripoli (ayant également évité une attaque du sous-marin HMS Unbeaten (N93), que le Gioberti poursuit sans succès avec un autre destroyer, le da Noli), le sous-marin britannique HMS Unique (N95) torpille le Esperia, qui coule à la position géographique de 33° 03′ N, 13° 03′ E; le Dezza participe au sauvetage (il est possible de sauver 1 139 hommes, alors que les victimes sont au nombre de 31),.
Au cours de l'année 1942, le torpilleur reçoit un schéma de couleurs de camouflage "Mimétisme".
Le 16 décembre 1942, l'unité remorque le destroyer Carabiniere, dont la proue a été arrachée par une torpille lancée par un sous-marin,.
En janvier 1943, il reçoit une citation du chef d'état-major de la marine à la suite d'une mission d'escorte de convoi. Au cours du même mois, il porte également assistance au destroyer Maestrale, qui avait été gravement endommagé par une mine.
Après l'invasion anglo-américaine de la Sicile (juillet-août 1943) (Opération Husky) et la chute de Messine aux mains de l'ennemi, le Dezza est redéployé à Brindisi, puis transféré à Rijeka où il doit subir des travaux.
Lors de la proclamation de l'armistice du 8 septembre 1943 (Armistice de Cassibile), le navire est encore au chantier à Rijeka et, incapable de se déplacer, il est saboté par l'équipage le 11 septembre 1943.
L'équipage du Dezza, ainsi que les équipages d'autres navires et environ un millier de soldats, montent à bord du navire à moteur Leopardi, qui part de Rijeka pour tenter de rejoindre les ports alliés, mais qui est ensuite intercepté et contraint de faire route vers Venise par deux torpilleurs allemands.
Capturé par les allemands, le torpilleur est réparé et le 9 juin 1944, après des travaux aux Cantieri Riuniti dell'Adriatico (CRDA) de Trieste, il entre en service pour la Kriegsmarine, comme Torpedoboote Ausland sous le nom de TA 35, faisant partie de la IIe flottille de navires d'escorte, basée à Rijeka, et affectée à des tâches d'escorte le long de la côte dalmate.
Le 17 août 1944 à 4h58, le TA 35, naviguant dans le canal de Fažana sur la route Pula-Rovinj, heurte une mine et coule rapidement en se brisant en deux,, à la position géographique de 41° 53′ N, 13° 47′ E.
71 hommes de l'équipage périssent avec le navire.
L'épave du torpilleur gît brisée en deux sur un fond boueux de 35 mètres. La section avant, couchée sur le côté, se trouve à environ 200 mètres de la section arrière, qui est plutôt en bon état de conservation.
Dans le camp de prisonniers de Przemyśl en Pologne, où des milliers de soldats italiens sont internés après le 8 septembre, des centaines de sous-lieutenants de cavalerie de l'école de Pinerolo, capturés avant la fin du cours, font clandestinement fidélité au roi entre les mains du colonel de Michelis, embrassant une bande du drapeau du torpilleur Dezza que cachait l'ancien commandant, lui aussi interné .

## Sources
- (it) Cet article est partiellement ou en totalité issu de l’article de Wikipédia en italien intitulé « Pilade Bronzetti (cacciatorpediniere) » (voir la liste des auteurs).